# El general del ejército muerto
El general del ejército muerto (en albanés: Gjenerali i ushtrisë së vdekur), publicada en 1963, es la primera novela del escritor albanés Ismail Kadaré. En español fue publicada por Plaza & Janés en 1973; después ha habido otras ediciones —VOSA, 1987; Anaya & Mario Muchnik, 1991—; la última, de Alianza, traducida por Ramón Sánchez Lizarralde.

## Trama
El general tiene como difícil misión, encontrar y repatriar a los muertos en suelo enemigo una vez la guerra ha concluido. El clima, los recuerdos, los lugareños no le pondrán fácil la tarea de encontrar y exhumar los cadáveres.